# Lost Name of God
Lost Name of God — дебютний EP шведської групи Ceremonial Oath, виданий у 1992 році лейблом Corpse Grinder на 7" вініловому носії. Запис альбому відбувався у Sunlight Studios протягом 16 та 17 грудня 1991 року. Реліз являв собою перевидання двох демо-треків гурту, що побачили світ дещо раніше під назвою Promo 1991 та розповсюджувалися до цього лише на аудіокасетах із самостійно надрукованою обкладинкою.
Фонові вокальні партії у пісні «For I Have Sinned / The Praise» були виконані «Хором мертвих хлопчиків» (англ. The Dead Boys Choir) у складі Югана Едлунда, Томаса Петерссона, Андерса Іверса та Маркуса Нурдберга.
Новий логотип гурту, що з'яивився на обкладинці Lost Name of God, був розроблений Мікаелем Станне з Dark Tranquillity, а сама обкладинка намальована ще одним гітаристом того ж гурту Нікласом Сундіном.

## Список пісень
| #  | Назва                            | Тривалість |
| -- | -------------------------------- | ---------- |
| 1. | «Lost Name of God»               | 3:46       |
| 2. | «For I Have Sinned / The Praise» | 5:31       |

## Список учасників
Музиканти гурту
- Оскар Дроньяк — вокал, гітара
- Єспер Стремблад — бас-гітара
- Андерс Іверс — гітара, бек-вокал
- Маркус Нурдберг — ударні, бек-вокал

Запрошені музиканти
- Юган Едлунд — бек-вокал
- Томас Петерссон — бек-вокал